# Hochneukirchen-Gschaidt
Hochneukirchen-Gschaidt ist eine Marktgemeinde mit 1639 Einwohnern (Stand 1. Jänner 2025) im Bezirk Wiener Neustadt im Industrieviertel in Niederösterreich.

## Geografie

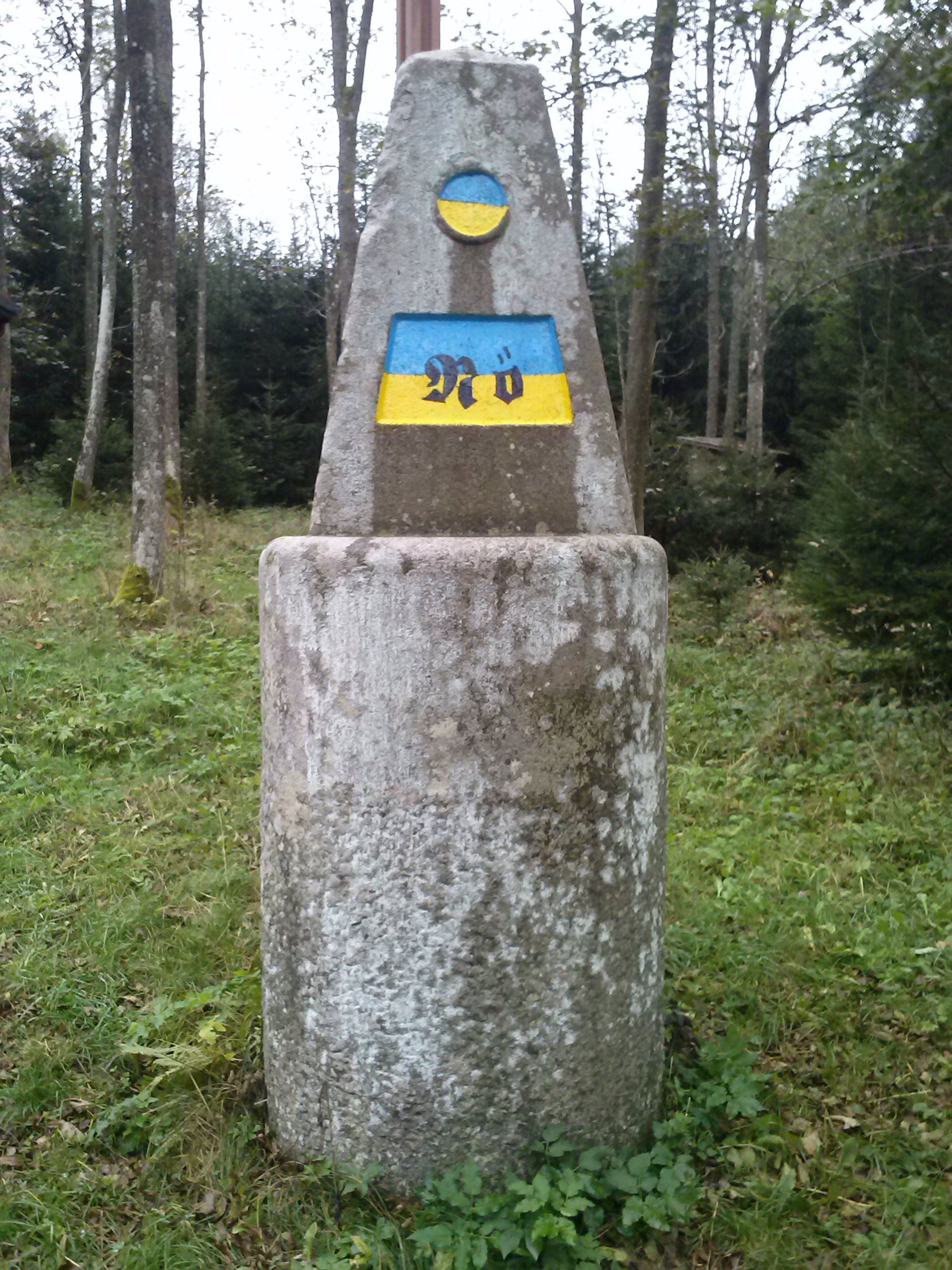
Niederösterreichische Seite des Grenzsteines, der das Dreiländereck kennzeichnet.

Die Marktgemeinde Hochneukirchen-Gschaidt liegt im Dreiländereck Niederösterreich / Burgenland / Steiermark und ist die südlichste Gemeinde der Buckligen Welt.

### Gemeindegliederung
Das Gemeindegebiet umfasst folgende 12 Ortschaften (in Klammern Einwohnerzahl Stand 1. Jänner 2025):
- Burgerschlag (27)
- Grametschlag (100)
- Gschaidt (105)
- Harmannsdorf (100)
- Hattmannsdorf (179)
- Hochneukirchen (482)
- Kirchschlagl (143)
- Loipersdorf (43)
- Maltern (121)
- Offenegg (162)
- Ulrichsdorf (68)
- Züggen (109)

Die Gemeinde besteht aus den Katastralgemeinden Gschaidt und Hochneukirchen.

### Nachbargemeinden
| Zöbern                 | Krumbach (Niederösterreich)                 | Bad Schönau                       |
| Schäffern (Steiermark) | Kompassrose, die auf Nachbargemeinden zeigt | Kirchschlag in der Buckligen Welt |
| Schäffern (Steiermark) | Oberschützen (Burgenland)                   | Bernstein (Burgenland)            |

### Ortsnamen
Hochneukirchen:  Die hochgelegene neue Kirche, zu dieser Zeit im weiten Umkreis eine Besonderheit, war für den Ort namensprägend. Urkundlich: 1295 „Hochniuchkirche“
Gschaidt:  Die erste Nennung deutet auf die Lage an einer Wasserscheide, einer Grenze bzw. an einem Übergang hin. Urkundlich: 1316 „Gscheid“

## Geschichte
Die frühe Besiedlung des Gebietes zeigen die Funde von steinzeitlichen Steinhämmern auf der Züggenhöhe und einer Lappenaxt sowie Bronzenadel aus der Bronzezeit bei Harmannsdorf.
Vor Christi Geburt war das Gebiet Teil des keltischen Königreiches Noricum und gehörte zur Umgebung der keltischen Höhensiedlung Burg auf dem Schwarzenbacher Burgberg. Später unter den Römern lagen die heutigen Orte Gschaidt und Hochneukirchen dann in der Provinz Pannonia. Aus dieser Zeit stammt ein Topf mit rund 300 römischen Denaren sowie fünf römische Grabstelen.
Hochneukirchen wird als erster Ort von den Siedlungen im Süden der Buckligen Welt genannt, die nach der Rodung der Waldmark errichtet wurden, und zwar in einer am 27. Jänner 1295 in Bernstein ausgestellten Urkunde, in der sich Graf Yban von Güssing verpflichtet, Teile der Herrschaft Kirchschlag dem Leuthold von Kuenring, dem Inhaber der Kirchschlager Herrschaft, gegen Zahlung von 90 Golddukaten zurückzustellen.
Die Wehrkirche diente den Dorfbewohnern als Zufluchtsort. Um 1500 wurde sie um ein Wehrobergeschoß mit Schießscharten und Spählöchern erweitert, sie erhielt außerdem je einen Turm im Westen und im Osten. Der Ostturm wurde 1726 durch einen Blitzschlag beschädigt und danach abgetragen. Einfälle von Türken und Kuruzen gab es bis ins 18. Jahrhundert.
Die Katastralgemeinde Hochneukirchen gehörte zur Herrschaft Krumbach, das „Amt Gschaidt“ zur Herrschaft Ziegersberg. Sie wurden 1854 als eigenständige Gemeinden eingerichtet. Hochneukirchen zählte damals 998 Einwohner in 122 Häusern und Gschaidt 395 Einwohner in 51 Häusern. Im Jahr 1895 wurden die Freiwilligen Feuerwehren Hochneukirchen und Gschaidt gegründet, die erste Schule wurde 1774 errichtet. Im Jahr 1882 wurde die erste Aussichtswarte auf dem Hutwisch gebaut.
Bis zur Mitte des 19. Jahrhunderts waren Hochneukirchen und Gschaidt abgeschlossene, landwirtschaftliche Gemeinden, die erste Straße von der Sägemühle (Krumbach) nach Hochneukirchen wurde 1856 erbaut. In den 60er Jahren des 20. Jahrhunderts begann ein rascher Ausbau der Infrastruktur mit Güterwegen, Volks- und Hauptschule, Wasserversorgung, Abwasserentsorgung, Amtsgebäude und Bauhof.
Mit 1. Jänner 1971 wurden die ehemals selbständigen Gemeinden Hochneukirchen und Gschaidt zur Gemeinde Hochneukirchen-Gschaidt zusammengelegt.
Am 12. April 1995 erfolgte anlässlich der 700-Jahr-Feierlichkeiten die Erhebung zur Marktgemeinde durch den Landtag von Niederösterreich und die Verleihung des Marktwappens.

### Religion
Nach den Daten der Volkszählung 2001 sind 97,5 % der Einwohner römisch-katholisch und 1,0 % evangelisch. 1,1 % der Bevölkerung haben kein religiöses Bekenntnis.

### Bevölkerungsentwicklung
| Hochneukirchen-Gschaidt: Einwohnerzahlen von 1869 bis 2025 | Hochneukirchen-Gschaidt: Einwohnerzahlen von 1869 bis 2025 | Hochneukirchen-Gschaidt: Einwohnerzahlen von 1869 bis 2025 | Hochneukirchen-Gschaidt: Einwohnerzahlen von 1869 bis 2025 | Hochneukirchen-Gschaidt: Einwohnerzahlen von 1869 bis 2025 |
| ---------------------------------------------------------- | ---------------------------------------------------------- | ---------------------------------------------------------- | ---------------------------------------------------------- | ---------------------------------------------------------- |
| Jahr                                                       |                                                            |                                                            |                                                            | Einwohner                                                  |
| 1869                                                       | 1869                                                       |                                                            | 1.726                                                      | 1.726                                                      |
| 1880                                                       | 1880                                                       |                                                            | 1.769                                                      | 1.769                                                      |
| 1890                                                       | 1890                                                       |                                                            | 1.741                                                      | 1.741                                                      |
| 1900                                                       | 1900                                                       |                                                            | 1.795                                                      | 1.795                                                      |
| 1910                                                       | 1910                                                       |                                                            | 1.777                                                      | 1.777                                                      |
| 1923                                                       | 1923                                                       |                                                            | 1.806                                                      | 1.806                                                      |
| 1934                                                       | 1934                                                       |                                                            | 1.720                                                      | 1.720                                                      |
| 1939                                                       | 1939                                                       |                                                            | 1.667                                                      | 1.667                                                      |
| 1951                                                       | 1951                                                       |                                                            | 1.569                                                      | 1.569                                                      |
| 1961                                                       | 1961                                                       |                                                            | 1.590                                                      | 1.590                                                      |
| 1971                                                       | 1971                                                       |                                                            | 1.668                                                      | 1.668                                                      |
| 1981                                                       | 1981                                                       |                                                            | 1.694                                                      | 1.694                                                      |
| 1991                                                       | 1991                                                       |                                                            | 1.776                                                      | 1.776                                                      |
| 2001                                                       | 2001                                                       |                                                            | 1.749                                                      | 1.749                                                      |
| 2011                                                       | 2011                                                       |                                                            | 1.685                                                      | 1.685                                                      |
| 2021                                                       | 2021                                                       |                                                            | 1.625                                                      | 1.625                                                      |
| 2025                                                       | 2025                                                       |                                                            | 1.639                                                      | 1.639                                                      |
| Quelle(n): Statistik Austria, Gebietsstand 1.1.2021        |                                                            |                                                            |                                                            |                                                            |

## Kultur und Sehenswürdigkeiten

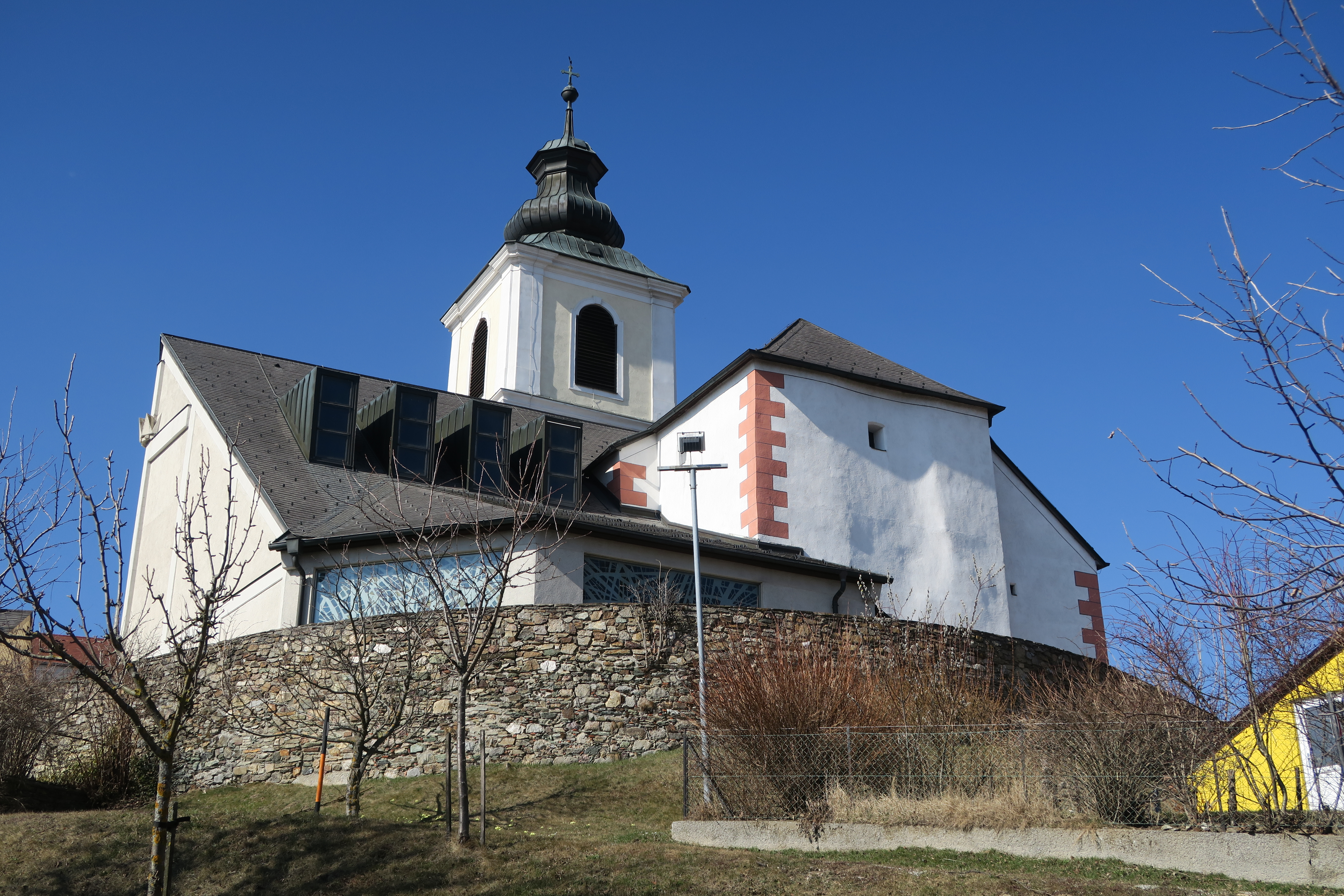
Pfarrkirche Hochneukirchen

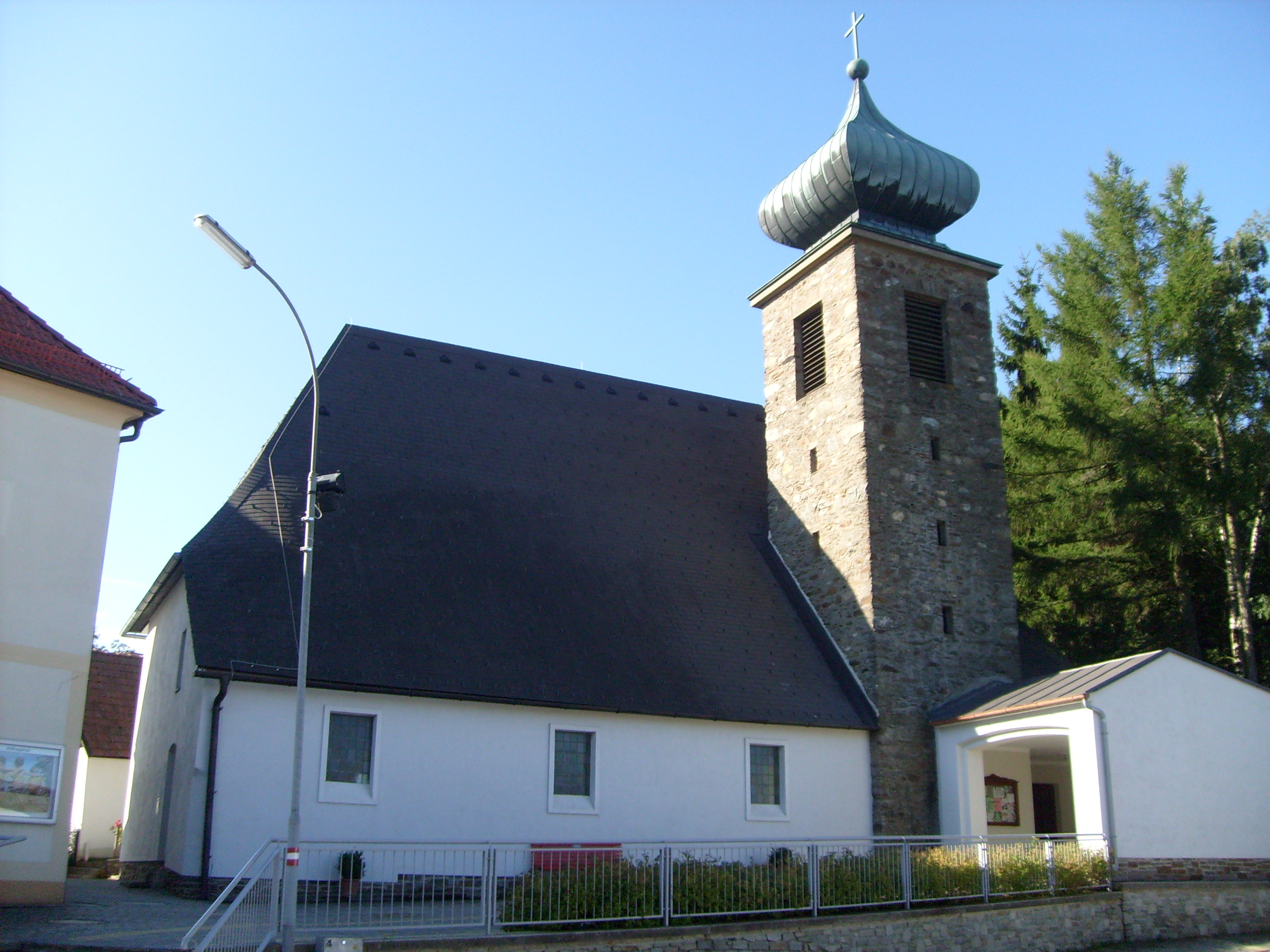
Pfarrkirche Gschaidt

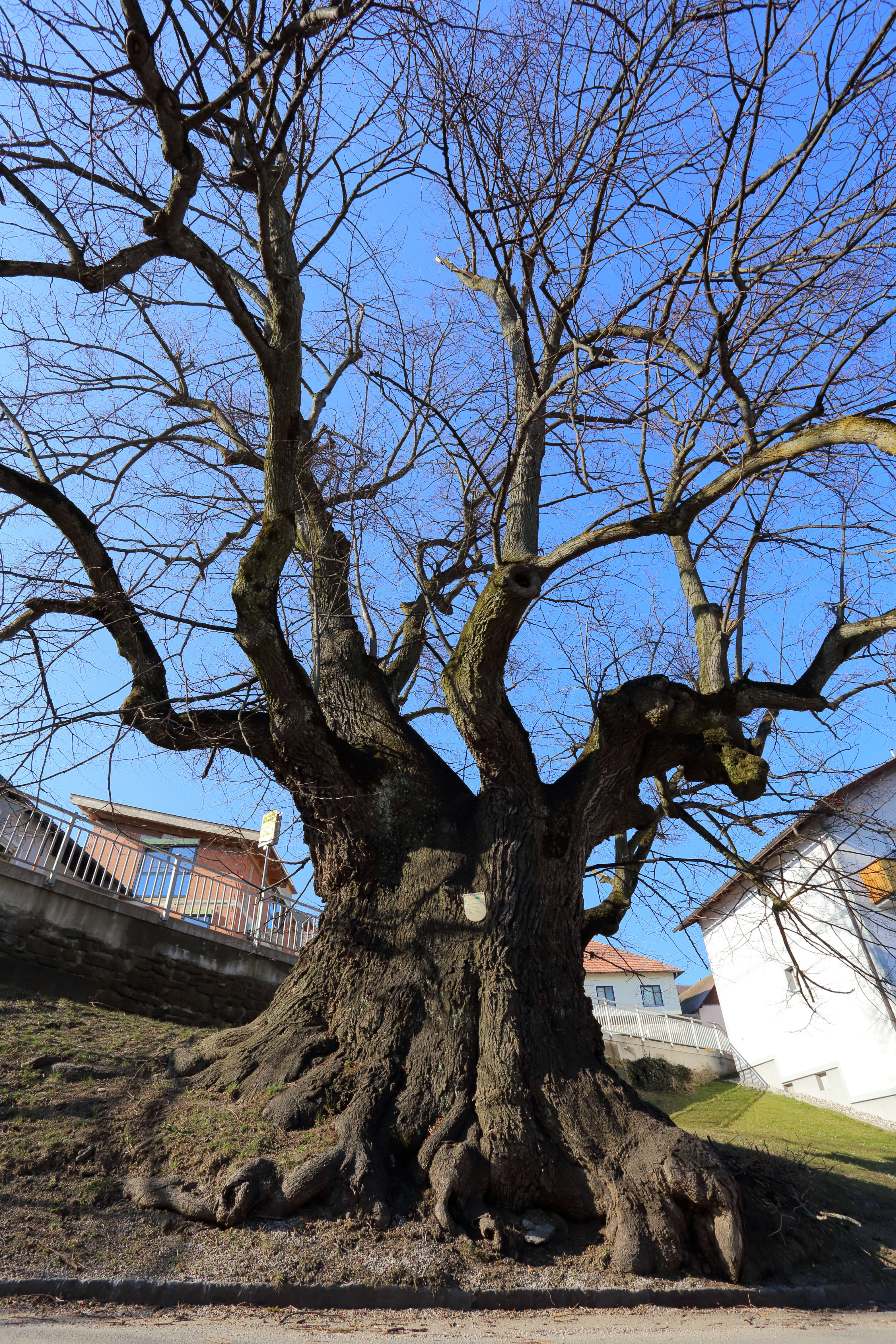
Sommerlinde im Ortszentrum von Hochneukirchen. Sie ist rund 650 bis 700 Jahre alt und somit in etwa so alt wie der Ort selbst.

- Katholische Pfarrkirche Hochneukirchen hl. Bartholomäus: Eine ehemalige Wehrkirche mit einer Kernsubstanz um 1300. Ende des 15. Jahrhunderts erfolgte ein Ausbau der Wehrkirche. 1787 wurde die Kirche umgebaut und der Ostturm abgetragen. Der moderne Zubau im Süden wurde 1982/83 nach Plänen von Hans Petermair errichtet.[6]
- Katholische Pfarrkirche Gschaidt hl. Magdalena
- Katholische Filialkirche Maltern: Ein Sakralbau aus der Mitte des 18. Jahrhunderts.
- Aussichtswarte Hutwisch: Der Hutwisch stellt mit 896 m die höchste Erhebung der Buckligen Welt dar. Die Aussichtswarte bietet einen herrlichen Rundblick.
- Dreiländerstein: Der Dreiländerstein markiert den Schnittpunkt der Bundesländer Niederösterreich, Steiermark und Burgenland. Dieser Stein ist zugleich der südlichste Punkt Niederösterreichs und des Bezirkes Wiener Neustadt.
- Willersdorfer Schlucht: Naturdenkmal. Die Willersdorfer Schlucht ist eine bezaubernde Aulandschaft.

### Musik
- Musikverein Hochneukirchen
- Musikverein Gschaidt
- Verein zur Förderung bodenständiger Volksmusik „HUATWISCHTEIFLN“

### Vereine
- Bildungs- und Heimatwerk
- Dorferneuerungsverein Hochneukirchen
- Dorferneuerungsverein Gschaidt
- Dorferneuerungsverein Grametschlag
- Kameradschaftsbund
- Landjugend
- Motorsportclub
- Seniorenbund Hochneukirchen
- Seniorenbund Gschaidt
- Turn- und Sportunion
- Theaterverein Hochneukirchen-Gschaidt[7]

### Sport
- Fußballplatz
- 3 Tennisplätze
- Beachvolleyballplatz
- Turnhalle
- Dartverein[8]
- Rad- und Wanderwegenetz, darunter der Ostösterreichische Grenzlandweg
- 12 km Langlaufloipe (Mühlenloipe)

### Regelmäßige Veranstaltungen
- Neujahrskonzert des Musikvereins Hochneukirchen (jedes Jahr am 1. Jänner)
- Dorffest des Musikvereins Hochneukirchen (jährlich am ersten Sonntag im Juli)
- Motocross- und Endurorennen in Hattmannsdorf
- Dreiländermesse am Dreiländerstein (Willersdorfer Schlucht)
- Zeltfeste und Bälle der Vereine

## Wirtschaft und Infrastruktur

### Öffentliche Einrichtungen
- Gemeindebücherei
- Praktischer Arzt
- Tierarzt
- Freiwillige Feuerwehr Hochneukirchen
- Freiwillige Feuerwehr Maltern
- Freiwillige Feuerwehr Gschaidt

### Bildung
- Volksschule Hochneukirchen
- Hauptschule Hochneukirchen
- Musikschulverband Bucklige Welt – Süd
- NÖ Landeskindergarten Hochneukirchen
- NÖ Landeskindergarten Gschaidt

## Politik

### Gemeinderat
Der Gemeinderat hat 19 Mitglieder.
- Mit den Gemeinderatswahlen in Niederösterreich 1990 hatte der Gemeinderat folgende Verteilung: 15 ÖVP, und 4 SPÖ.
- Mit den Gemeinderatswahlen in Niederösterreich 1995 hatte der Gemeinderat folgende Verteilung: 15 ÖVP, 3 SPÖ, und 1 FPÖ.[9]
- Mit den Gemeinderatswahlen in Niederösterreich 2000 hatte der Gemeinderat folgende Verteilung: 15 ÖVP, 3 SPÖ, und 1 FPÖ.[10]
- Mit den Gemeinderatswahlen in Niederösterreich 2005 hatte der Gemeinderat folgende Verteilung: 15 ÖVP, 3 SPÖ, und 1 FPÖ.[11]
- Mit den Gemeinderatswahlen in Niederösterreich 2010 hatte der Gemeinderat folgende Verteilung: 16 ÖVP, 2 FPÖ, und 1 SPÖ.[12]
- Mit den Gemeinderatswahlen in Niederösterreich 2015 hatte der Gemeinderat folgende Verteilung: 15 ÖVP, 2 FPÖ, und 2 SPÖ.[13]
- Mit den Gemeinderatswahlen in Niederösterreich 2020 hatte der Gemeinderat folgende Verteilung: 16 ÖVP, 2 SPÖ und 1 FPÖ.[14]
- Mit den Gemeinderatswahlen in Niederösterreich 2025 hat der Gemeinderat folgende Verteilung: 14 ÖVP, 2 FPÖ, 2 SPÖ und 1 NEOS.[15]

### Bürgermeister
Bürgermeister seit 1945 waren:
- 1945–1965 Franz Henmüller aus Hochneukirchen (ÖVP)
- 1965–1975 Johann Kager aus Hochneukirchen (ÖVP)
- 1975–1990 Alfred Beiglböck aus Hochneukirchen (ÖVP)
- 1990–2008 Friedrich Beiglböck aus Maltern (ÖVP)
- seit 2008 Thomas Heissenberger aus Hochneukirchen (ÖVP)

## Persönlichkeiten
Söhne und Töchter der Gemeinde
- Wilhelm Beiglböck (1905–1963), Internist, wurde im Nürnberger Ärzteprozess verurteilt

Ehrenbürger der Gemeinde
- Konsistorialrat Alois Glatzl, Pfarrer[17]
- Altbürgermeister Friedrich Beiglböck
- Heimatforscher Markus Wieser